# 800 mètres féminin aux championnats du monde d'athlétisme 2019
Pour un article plus général, voir Championnats du monde d'athlétisme 2019.
Navigation
Londres 2017 Eugene 2022
L'épreuve du 800 mètres féminin des championnats du monde de 2019 se déroule les 27, 28 et 30 septembre 2019 dans le Khalifa International Stadium, au Qatar. Il est remporté par l'Ougandaise Halimah Nakaayi. 

## Critères de qualification
Pour se qualifier pour ces championnats, il faut avoir réalisé 2 min 00 s 60 ou moins entre le 7 septembre 2018 et le 6 septembre 2019.

## Records et performances

### Records
Les records du 800 m femmes (mondial, des championnats et par continent) étaient avant les championnats 2015 les suivants :
| Record du monde                                                | Jarmila Kratochvílová | République tchèque | 1 min 53 s 28 | Munich, Allemagne   | 26 juillet 1983  |
| Record des championnats                                        | Jarmila Kratochvílová | République tchèque | 1 min 54 s 68 | Helsinki, Finlande  | 9 août 1983      |
| Record d'Afrique                                               | Pamela Jelimo         | Kenya              | 1 min 54 s 01 | Zurich, Suisse      | 29 août 2008     |
| Record d'Asie                                                  | Liu Dong              | Chine              | 1 min 55 54   | Pékin, Chine        | 9 septembre 1993 |
| Record d'Europe                                                | Jarmila Kratochvílová | République tchèque | 1 min 53 s 28 | Munich, Allemagne   | 26 juillet 1983  |
| Record d'Amérique du Nord, d'Amérique centrale et des Caraïbes | Ana Fidelia Quirot    | Cuba               | 1 min 54 s 44 | Barcelone, Espagne  | 9 septembre 1989 |
| Record d'Amérique du Sud                                       | Letitia Vriesde       | Suriname           | 1 min 56 s 68 | Göteborg, Suède     | 13 août 1995     |
| Record d'Océanie                                               | Toni Hodgkinson       | Nouvelle-Zélande   | 1 min 58 s 25 | Atlanta, États-Unis | 27 juillet 1996  |

### Meilleures performances de l'année 2019
Les dix athlètes les plus rapides de l'année sont, avant les championnats, les suivantes.
| 1  | Caster Semenya     | Afrique du Sud | 1 min 54 s 98 | Doha       | 3 mai 2019        |
| 2  | Ajeé Wilson        | États-Unis     | 1 min 57 s 22 | Des Moines | 28 juillet 2019   |
| 3  | Francine Niyonsaba | Burundi        | 1 min 57 s 75 | Doha       | 3 mai 2019        |
| 4  | Natoya Goule       | Jamaïque       | 1 min 57 s 90 | Monaco     | 12 juillet 2019   |
| 5  | Hanna Green        | États-Unis     | 1 min 58 s 19 | Des Moines | 28 juillet 2019   |
| 6  | Laura Muir         | Royaume-Uni    | 1 min 58 s 42 | Monaco     | 12 juillet 2019   |
| 7  | Catriona Bisset    | Australie      | 1 min 58 s 78 | Londres    | 21 juillet 2019   |
| 8  | Jackline Wambui    | Kenya          | 1 min 58 s 79 | Nairobi    | 13 septembre 2019 |
| 9  | Winnie Nanyondo    | Ouganda        | 1 min 58 s 83 | Paris      | 24 août 2019      |
| 10 | Eunice Sum         | Kenya          | 1 min 58 s 99 | Nairobi    | 13 septembre 2019 |

## Médaillées
| Or              | Argent        | Bronze      |
| Halimah Nakaayi | Raevyn Rogers | Ajeé Wilson |

## Résultats

### Finale
| Rang               | Couloir | Athlète         | Nationalité | Temps         | Notes |               |   |                 |         |               |    |
| ------------------ | ------- | --------------- | ----------- | ------------- | ----- | ------------- | - | --------------- | ------- | ------------- | -- |
| Rang               | Couloir | Athlète         | Nationalité | Temps         | Notes | Médaille d'or | 8 | Halimah Nakaayi | Ouganda | 1 min 58 s 04 | NR |
| Médaille d'argent  | 4       | Raevyn Rogers   | États-Unis  | 1 min 58 s 18 | SB    |               |   |                 |         |               |    |
| Médaille de bronze | 5       | Ajeé Wilson     | États-Unis  | 1 min 58 s 84 |       |               |   |                 |         |               |    |
| 4                  | 7       | Winnie Nanyondo | Ouganda     | 1 min 59 s 18 |       |               |   |                 |         |               |    |
| 5                  | 9       | Eunice Sum      | Kenya       | 1 min 59 s 71 |       |               |   |                 |         |               |    |
| 6                  | 6       | Natoya Goule    | Jamaïque    | 2 min 00 s 11 |       |               |   |                 |         |               |    |
| 7                  | 3       | Rababe Arafi    | Maroc       | 2 min 00 s 48 |       |               |   |                 |         |               |    |
| 8                  | 2       | Ce'Aira Brown   | États-Unis  | 2 min 02 s 97 |       |               |   |                 |         |               |    |

### Demi-finales
| Rang | Série | Athlète               | Nationalité | Temps         | Notes |
| ---- | ----- | --------------------- | ----------- | ------------- | ----- |
| 1    | 3     | Halimah Nakaayi       | Ouganda     | 1 min 59 s 35 | Q, SB |
| 2    | 1     | Raevyn Rogers         | États-Unis  | 1 min 59 s 57 | Q     |
| 3    | 1     | Winnie Nanyondo       | Ouganda     | 1 min 59 s 75 | Q     |
| 4    | 3     | Eunice Sum            | Kenya       | 2 min 00 s 10 | Q     |
| 5    | 3     | Ce'Aira Brown         | États-Unis  | 2 min 00 12   | Q     |
| 6    | 2     | Ajeé Wilson           | États-Unis  | 2 min 00 s 31 | Q     |
| 7    | 3     | Natoya Goule          | Jamaïque    | 2 min 00 s 33 | Q     |
| 8    | 1     | Olha Lyakhova         | Ukraine     | 2 min 00 s 72 |       |
| 9    | 1     | Lindsey Butterworth   | Canada      | 2 min 00 s 74 |       |
| 10   | 3     | Noélie Yarigo         | Bénin       | 2 min 00 s 75 |       |
| 11   | 2     | Rababe Arafi          | Maroc       | 2 min 00 s 80 | Q     |
| 12   | 2     | Hedda Hynne           | Norvège     | 2 min 01 s 03 |       |
| 13   | 2     | Rose Mary Almanza     | Cuba        | 2 min 01 s 18 |       |
| 14   | 1     | Alexandra Bell        | Royaume-Uni | 2 min 01 s 23 |       |
| 15   | 2     | Nataliya Pryshchepa   | Ukraine     | 2 min 01 s 24 |       |
| 16   | 1     | Halima Hachlaf        | Maroc       | 2 min 01 s 30 |       |
| 17   | 1     | Katharina Trost       | Allemagne   | 2 min 01 s 77 |       |
| 18   | 2     | Diribe Welteji        | Éthiopie    | 2 min 06 s 69 |       |
| 19   | 2     | Wang Chunyu           | Chine       | 2 min 02 s 84 |       |
| 20   | 3     | Rénelle Lamote        | France      | 2 min 02 s 86 |       |
| 21   | 3     | Anna Sabat            | Pologne     | 2 min 04 s 00 |       |
| 22   | 3     | Morgan Mitchell       | Australie   | 2 min 04 s 76 |       |
| 23   | 1     | Liga Velvere          | Lettonie    | 2 min 06 s 99 |       |
| 24   | 2     | Shelayna Oskan-Clarke | Royaume-Uni | 2 min 10 s 89 |       |

### Séries
| Rang | Série | Athlète               | Nationalité             | Temps         | Notes |
| ---- | ----- | --------------------- | ----------------------- | ------------- | ----- |
| 1    | 3     | Winnie Nanyondo       | Ouganda                 | 2 min 00 s 36 | Q     |
| 2    | 4     | Natoya Goule          | Jamaïque                | 2 min 01 s 01 | Q     |
| 3    | 4     | Ce'Aira Brown         | États-Unis              | 2 min 01 s 14 | Q     |
| 4    | 4     | Noélie Yarigo         | Bénin                   | 2 min 01 s 19 | Q     |
| 5    | 3     | Katharina Trost       | Allemagne               | 2 min 01 s 45 | Q     |
| 6    | 4     | Olha Lyakhova         | Ukraine                 | 2 min 01 s 47 | q     |
| 7    | 3     | Halima Hachlaf        | Maroc                   | 2 min 01 s 50 | Q     |
| 8    | 3     | Lindsey Butterworth   | Canada                  | 2 min 01 s 64 | q     |
| 9    | 2     | Raevyn Rogers         | États-Unis              | 2 min 02 s 01 | Q     |
| 10   | 2     | Shelayna Oskan-Clarke | Royaume-Uni             | 2 min 02 s 09 | Q     |
| 11   | 1     | Ajeé Wilson           | États-Unis              | 2 min 02 s 10 | Q     |
| 12   | 2     | Morgan Mitchell       | Australie               | 2 min 02 s 13 | Q     |
| 13   | 2     | Eunice Sum            | Kenya                   | 2 min 02 s 17 | q     |
| 14   | 1     | Halimah Nakaayi       | Ouganda                 | 2 min 02 s 33 | Q     |
| 15   | 2     | Anna Sabat            | Pologne                 | 2 min 02 s 43 | q     |
| 16   | 1     | Hedda Hynne           | Norvège                 | 2 min 02 s 49 | Q     |
| 17   | 4     | Diribe Welteji        | Éthiopie                | 2 min 02 s 71 | q     |
| 18   | 3     | Liga Velvere          | Lettonie                | 2 min 02 s 93 | q     |
| 19   | 1     | Christina Hering      | Allemagne               | 2 min 03 s 15 |       |
| 20   | 1     | Sara Kuivisto         | Finlande                | 2 min 03 s 15 |       |
| 21   | 5     | Nataliya Pryshchepa   | Ukraine                 | 2 min 03 s 22 | Q     |
| 22   | 5     | Wang Chunyu           | Chine                   | 2 min 03 s 25 | Q     |
| 23   | 5     | Alexandra Bell        | Royaume-Uni             | 2 min 03 s 34 | Q     |
| 24   | 6     | Rénelle Lamote        | France                  | 2 min 03 s 36 | Q     |
| 25   | 2     | Selina Büchel         | Suisse                  | 2 min 03 s 38 |       |
| 26   | 5     | Lore Hoffmann         | Suisse                  | 2 min 03 s 40 |       |
| 27   | 5     | Malika Akkaoui        | Maroc                   | 2 min 03 s 40 |       |
| 28   | 6     | Rose Mary Almanza     | Cuba                    | 2 min 03 s 42 | Q     |
| 29   | 6     | Rababe Arafi          | Maroc                   | 2 min 03 s 44 | Q     |
| 30   | 4     | Diana Mezulianikova   | République tchèque      | 2 min 03 s 48 |       |
| 31   | 6     | Lynsey Sharp          | Royaume-Uni             | 2 min 03 s 57 |       |
| 32   | 1     | Renée Eykens          | Belgique                | 2 min 03 s 65 |       |
| 33   | 5     | Lovisa Lindh          | Suède                   | 2 min 03 s 72 |       |
| 34   | 4     | Déborah Rodríguez     | Uruguay                 | 2 min 03 s 80 |       |
| 35   | 5     | Hanna Green           | États-Unis              | 2 min 04 s 37 |       |
| 36   | 1     | Gabriela Gajanova     | Slovaquie               | 2 min 04 s 45 |       |
| 37   | 6     | Carley Thomas         | Australie               | 2 min 04 s 65 |       |
| 38   | 6     | Eleonora Vandi        | Italie                  | 2 min 04 s 98 |       |
| 39   | 3     | Catriona Bisset       | Australie               | 2 min 05 s 33 |       |
| 40   | 2     | Rose Lokonyen         | Athlète neutre autorisé | 2 min 13 s 39 | PB    |
| -    | 6     | Tsepang Sello         | Lesotho                 | DQ            | DQ    |

## Légende
Records et Performances
- AR : Record continental (area record)
- CR : Record des championnats (championship record)
- MR : Record du meeting (meet record)
- NR : Record national (national record)
- OR : Record olympique (olympic record)
- PR : Record paralympique (paralympic record)
- PB : Record personnel (personal best)
- SB : Meilleure performance personnelle de la saison (season's best)
- WL : Meilleure performance mondiale de l'année (world leader)
- WJR : Record du monde junior (world junior record)
- WR : Record du monde (world record)

Circonstances et Conditions
- DNF : N'a pas terminé (did not finish)
- DNS : N'a pas pris le départ (did not start)
- DQ : Disqualification (disqualification)
- NM : Aucun essai valable enregistré (No Mark)
- Q : Qualifié « directement » au prochain tour (ou à la prochaine compétition), lors d'une compétition majeure, grâce au classement ou à la réalisation des minima (automatic qualifier)
- q : Qualifié au prochain tour (ou à la prochaine compétition), lors d'une compétition majeure, grâce au repêchage ou à la réalisation de l'une des meilleures performances parmi celles des « non qualifiés directement » (grâce au meilleur temps ou à la meilleure distance par exemple) (secondary qualifier)